# Siège de Corfou (1716)
Pour les articles homonymes, voir Siège de Corfou.

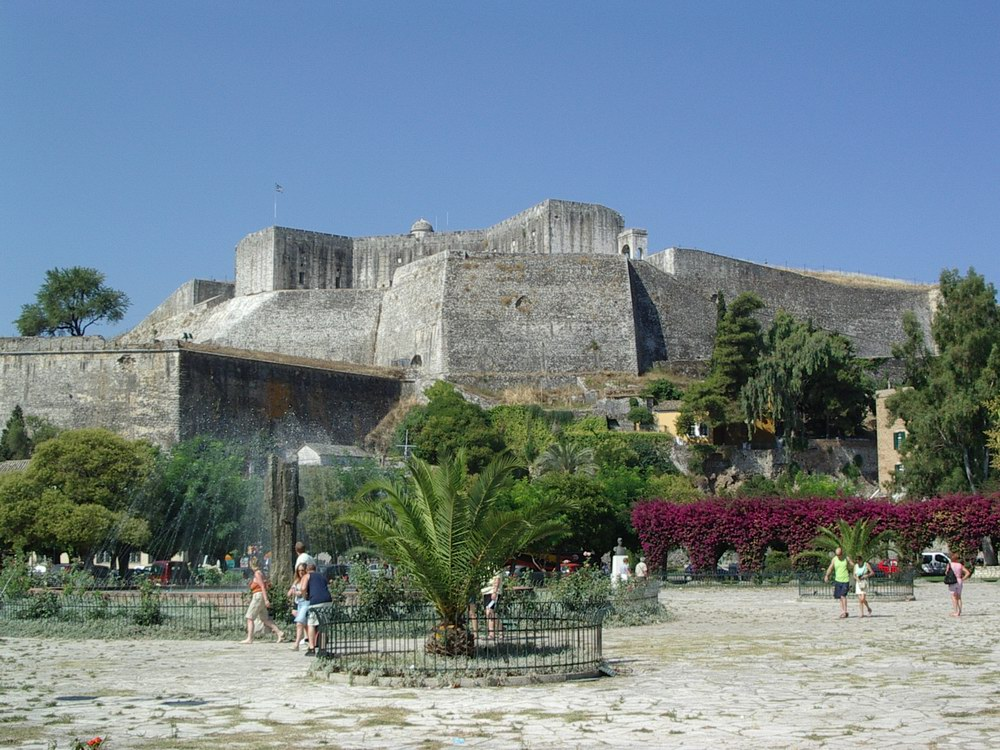
La nouvelle citadelle vénitienne à Corfou (ville).

Le second siège de Corfou, survenu entre le 8 juillet et le 26 août 1716, est un épisode de la guerre vénéto-austro-ottomane (1714-1718) qui voit la défaite du corps expéditionnaire ottoman parti à l'assaut de l'île. 

## Débarquement et bataille navale du 8 juillet

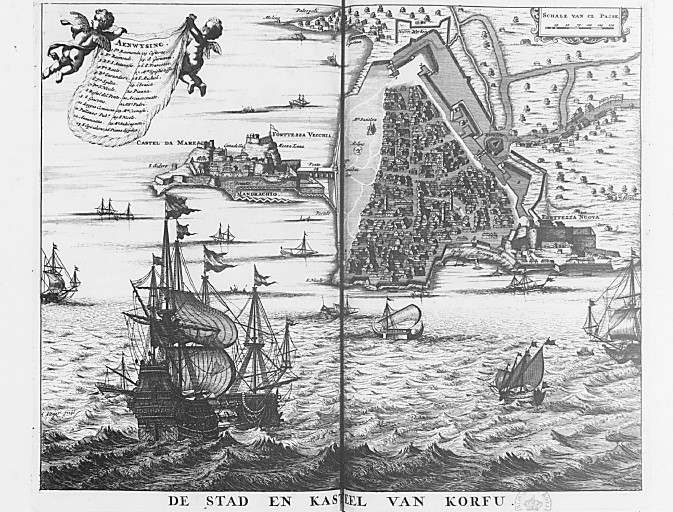
Plan de Corfou, édition Amsterdam, 1688

En 1715, les Ottomans ont reconquis la Morée (Péloponnèse) qui leur avait été prise par les Vénitiens pendant la guerre de Morée (1684-1699). Après ce succès, la flotte ottomane, commandée par le capitan pacha Canım Hoca Mehmed Pacha, prend position à Buthrote, en face de Corfou, capitale des îles Ioniennes vénitiennes. Le 8 juillet 1716, elle embarque un contingent de 33 000 hommes et établit une tête de pont à Ýpsos. Au retour, la flotte vénitienne commandée par Andrea Corner intercepte la flotte turque au large du détroit de Corfou : la bataille navale du 8 juillet (en) dure jusqu'à la nuit sans avantage décisif, bien que les pertes des Turcs aient été supérieures.

## Suite du siège et retraite des Ottomans

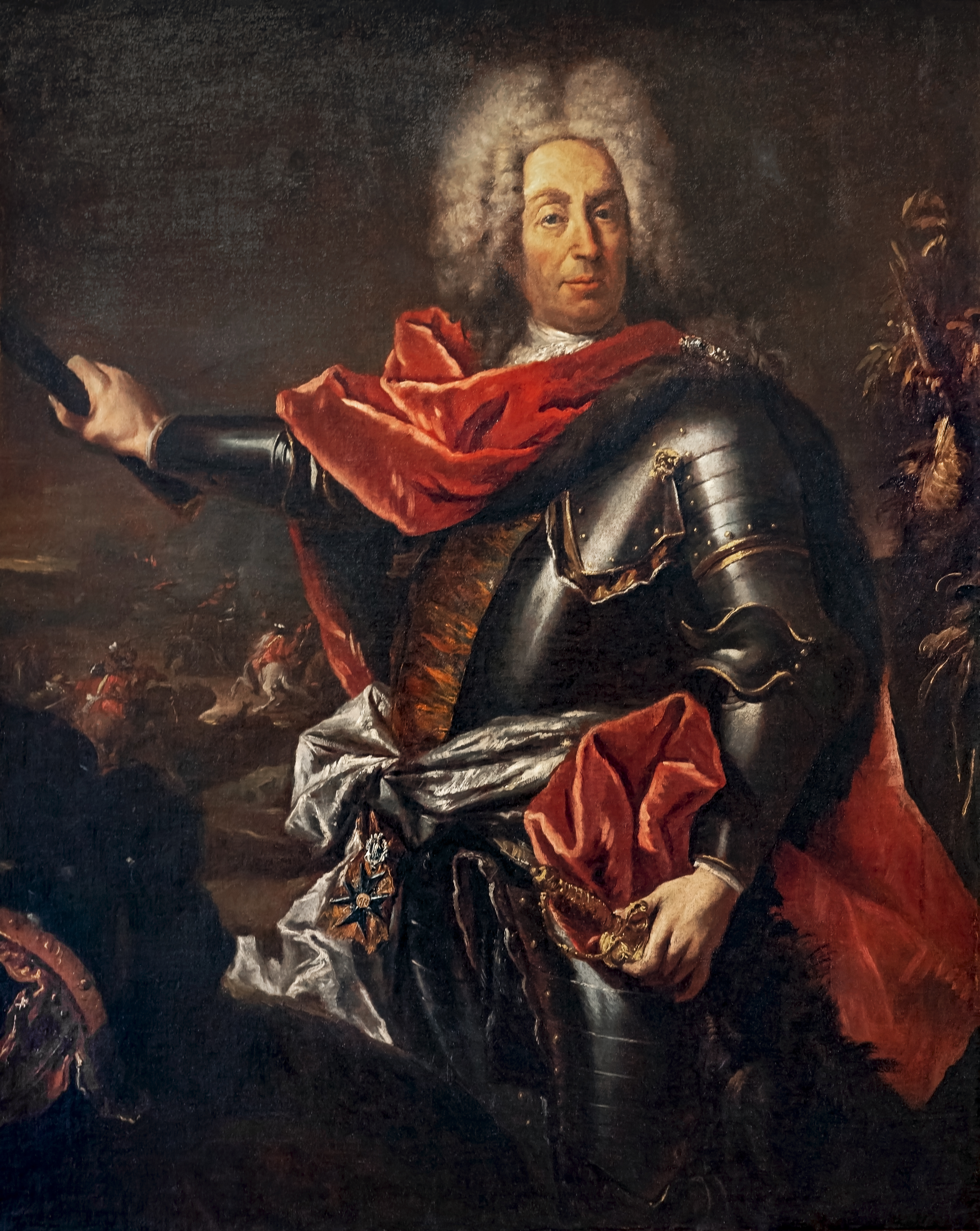
Le comte de Schulenburg par Giovanni Antonio Guardi, 1741

Le 19 juillet, après s'être emparés de quelques bastions périphériques, les Ottomans atteignent les collines à l'entour de la citadelle de Corfou et mettent le siège devant la forteresse défendue par une garnison de 5 000 soldats vénitiens, allemands et parmesans et 3 000 miliciens corfiotes, sous le commandement du comte de Schulenburg. Dans les semaines suivantes, des renforts envoyés par l'ordre de Saint-Jean de Jérusalem, puis par l'Espagne, la Toscane, la république de Gênes et les États du pape viennent appuyer les Vénitiens. Malgré des assauts incessants, les Turcs ne parviennent pas à briser la résistance de leur ennemi et doivent finalement se rembarquer le 26 août,. Ce succès s'explique en grande partie par les multiples travaux de fortification, œuvre du génie militaire vénitien.

## Conséquences
Le repli des Ottomans est célébré dans toute l'Europe, car Corfou était considéré comme un bastion protégeant la civilisation occidentale de l'expansion ottomane. Ainsi, le compositeur Antonio Vivaldi compose sa Juditha triumphans en l'honneur de cette victoire. Au traité de Passarowitz (21 juillet 1718), Venise conserve les îles Ioniennes mais doit renoncer au Péloponnèse et à ses derniers avant-postes en Crète. 